# Diadegma pulicator
Diadegma pulicator är en stekelart som beskrevs av Aubert 1974. Diadegma pulicator ingår i släktet Diadegma och familjen brokparasitsteklar. Inga underarter finns listade i Catalogue of Life.